# Аноліс-лицар
Аноліс-лицар (Anolis equestris) — представник роду анолісів з родини анолісових. Інша назва «велетенський кубинський аноліс». Має 11 підвидів.

## Опис
Загальна довжина сягає 50 см, з яких 2/3 займає хвіст. Спостерігається статевий диморфізм — самці більші за самиць. Колір шкіри яскраво-зелений або коричневими. Самці відрізняються барвистою головою. Обидві статі мають рожевий колір горлової торби. Голова та тулуб витягнуті й стрункі. Хвіст довгий. Кінцівки добре розвинуті з чіпкими пальцями.

## Спосіб життя
Полюбляє лісисту місцевість, савани, плантації культурних рослин. Аноліс-лицар добре лазить. Ховається у верхів'ях дерев, чагарників або пальм. Харчується фруктами, комахами, павуками, жабами, молодими птахами і ящірками. 
Це яйцекладна ящірка. Статева зрілість настає приблизно на 1 році життя. Шлюбний сезон триває з квітня по листопад. Самки відкладають до 2 яєць приблизно через 3-4 тижні після парування. Через 69—72 днів з'являються молоді аноліси в довжину 11,5—15 см. 
Лабораторні дослідження показали, що самці іноді намагаються спаровуватися з самцями. Можливо в цих випадках вони не в змозі відрізнити самців від самок.

## Розповсюдження
Мешкає на о.Кубі, нещодавно розведено у Південній Флориді та на Гавайських островах.

## Підвиди
- Anolis equestris brujensis
- Anolis equestris buidei
- Anolis equestris cincoleguas
- Anolis equestris cyaneus
- Anolis equestris equestris
- Anolis equestris juraguensis
- Anolis equestris persparsus
- Anolis equestris potior
- Anolis equestris sabinalensis
- Anolis equestris thomasi
- Anolis equestris verreonensis